# Ambassade de Chypre en France
L'ambassade de la république de Chypre en France est la représentation diplomatique de la république de Chypre auprès de la République française. Elle est située au 23 rue Galilée, dans le 16e arrondissement de Paris. Son ambassadeur est, depuis 2024, Pavlos Kombos.

## Histoire
La république de Chypre obtient son indépendance du Royaume-Uni le 16 août 1960. Le jour même, la France fait de Robert Baudouy, consul général sur place, un chargé d'affaires, puis le remplace dès 1962 par un ambassadeur, Louis Keller.
Le gouvernement chypriote préfère commencer par créer des ambassades à Londres, à Athènes, à Ankara, à Bonn, à Moscou, et au Caire, et n'ouvrir à Paris qu'un consulat, qui est élevé au statut d'ambassade en 1968.
Ainsi, le gouvernement chypriote présente à la France sa demande d'agrément de Polys Modinos comme premier ambassadeur le 16 novembre 1968. La proposition est acceptée par le Conseil des ministres français le 15 janvier 1969, et Modinos présente ses lettres de créance le 17 avril 1969.
Incidemment, Modinos sera le dernier ambassadeur à présenter ses lettres de créance au général de Gaulle, celui-ci démissionnant de son poste de président de la République le 28 avril 1969 au lendemain du référendum sur la réforme du Sénat et la régionalisation.

## Ambassadeurs de Chypre en France
| Date de nomination | Date de nomination | Date de remise des lettres de créance | Date de remise des lettres de créance | Ambassadeur             |
| ------------------ | ------------------ | ------------------------------------- | ------------------------------------- | ----------------------- |
| ?                  |                    | 17 avril 1969                         | [ JORF 1 ]                            | Polys Modinos           |
| ?                  |                    | 15 mars 1979                          | [ JORF 2 ]                            | Jean Peristiany         |
| ?                  |                    | 3 juin 1981                           | [ JORF 3 ]                            | Petros V. Michaelides   |
| ?                  |                    | 3 avril 1987                          | [ JORF 4 ]                            | Georges Lycourgos       |
| ?                  |                    | 16 décembre 1991                      | [ JORF 5 ]                            | Michális Attalídis      |
| ?                  |                    | 8 novembre 1995                       | [ JORF 6 ]                            | Andréas Pirishis        |
| ?                  |                    | 10 septembre 1999                     | [ JORF 7 ]                            | Andréas Mavroyiánnis    |
| ?                  |                    | 9 octobre 2002                        | [ JORF 8 ]                            | Minas Hadjimichael (en) |
| ?                  |                    | 19 février 2008                       | [ JORF 9 ]                            | Périclès Nearchou       |
| ?                  |                    | 3 décembre 2010                       | [ JORF 10 ]                           | Kornelios Korneliou     |
| ?                  |                    | 22 décembre 2011                      | [ JORF 11 ]                           | Marios Lyssiotis        |
|                    |                    | 9 novembre 2016                       |                                       | Pantelakis D. Eliades   |
|                    |                    | 5 octobre 2020                        |                                       | Georges Chacalli        |
|                    |                    | 29 février 2024                       |                                       | Pavlos Kombos           |

## Consulats
Outre les fonctions consulaires assurées par son ambassade à Paris, Chypre possède des consulats honoraires à Marseille et à Bordeaux.